# 高木正明 (国会議員)
高木 正明（たかぎ まさあき、1929年5月13日 - 2006年1月4日）は、日本の政治家。参議院議員（3期）。

## 来歴
北海道札幌市出身。中央大学法学部中退。中川一郎秘書、北海道議会議員などを経て、1980年の第12回参議院議員通常選挙に北海道選挙区から自民党公認で出馬し、宏池会新人岩本政光と共に初当選。
1983年1月の中川一郎自殺事件では、検案書作りに絡んで「急性心筋こうそくの疑い」という嘘の検案書を病院に作らせた虚偽診断書作成教唆罪に問われ、虚偽診断書作成罪に問われた病院長と共に同年11月上旬に略式命令を受けて罰金刑が言い渡された。
1998年まで3期18年務めた（1998年も公認決定していたが出馬断念し、道議会の後輩で中川一郎の実弟であった中川義雄が出馬）。1995年8月、村山改造内閣の北海道開発庁長官兼沖縄開発庁長官として初入閣。1996年1月まで務めた。中川派、田中派、竹下派→小渕派に所属。1999年、勲一等瑞宝章受章。
2006年1月4日、肺炎のため札幌市内の病院で死去。76歳没。死没日をもって従三位に叙される。

## 年譜
- 1980年 参議院議員選挙当選
- 1986年 参議院農林水産委員長
- 1993年 参議院議院運営委員長
- 1995年 8月8日、北海道開発庁長官兼沖縄開発庁長官(村山改造内閣)
- 1996年 1月11日、内閣総辞職
- 1998年 政界引退
- 1999年 11月3日、勲一等瑞宝章受章